# 1967 en dadaïsme et surréalisme
Pour l'année, voir 1967.
 Chronologie de dada et du surréalisme 
- 1963
- 1964
- 1965
- 1966
- 1967
- 1968
- 1969
- 1970
- 1971

Cet article présente les faits marquants de l'année 1967 en dadaïsme et surréalisme.

## Éphémérides

### Avril
- Parution du premier numéro de la revue L'Archibras dirigée par Jean Schuster. La décision de créer cette revue en remplacement de La Brèche date du printemps 1966. Le titre est emprunté à un texte de Charles Fourier[1].

### Mai
- Première exposition surréaliste brésilienne à São Paolo[2].

### Août
- 15 août
Mort de René Magritte[3].

### Œuvres
- Jorge Camacho
  - Ace de tr..., huile sur toile[4]
- Leonora Carrington
  - Soul elephant woman, gouache et encre sur papier[5]

- Jean Degottex
  - Horsphère M2, huile sur toile[6]
- Gabriel Der Kervokian

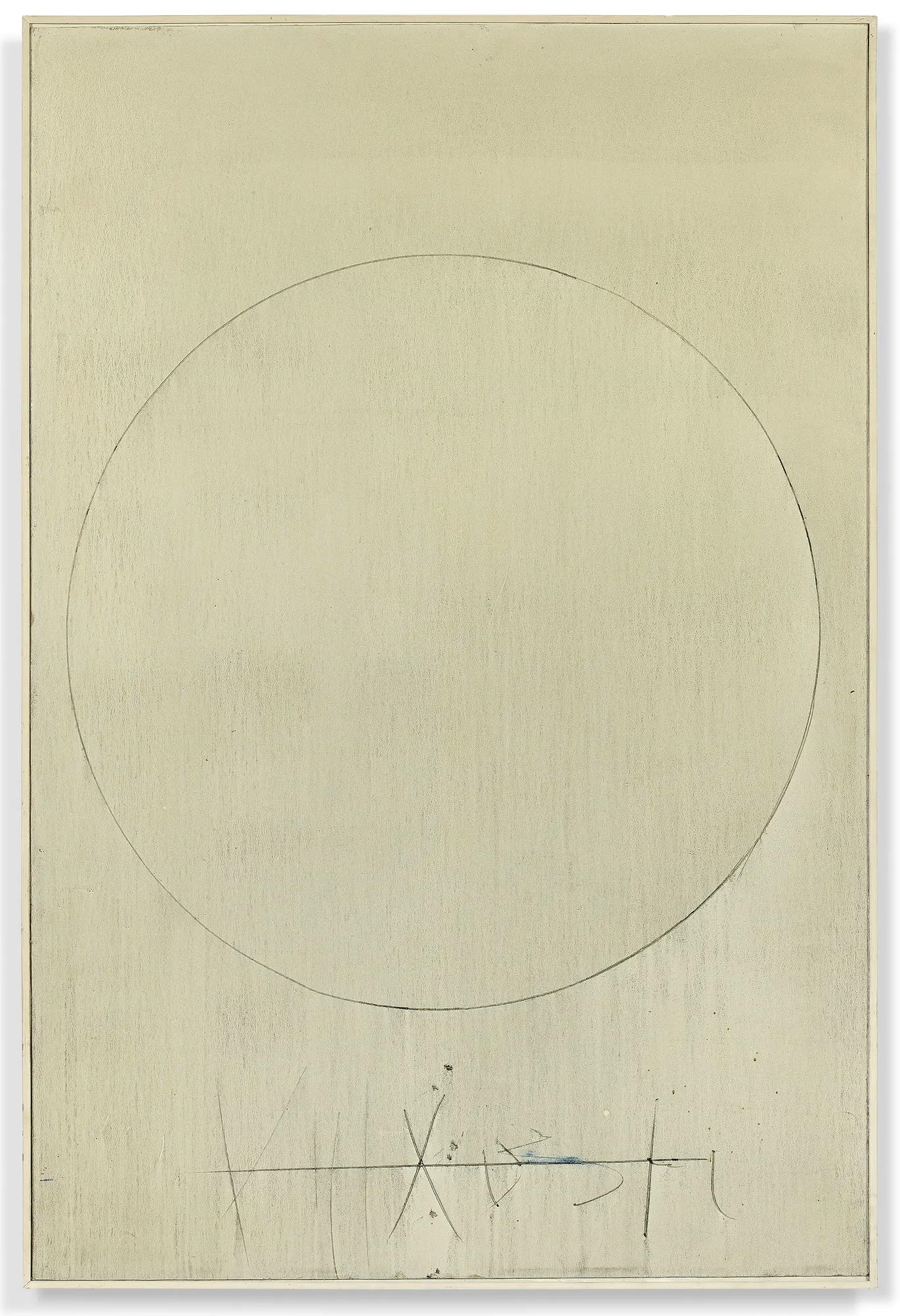
Jean Degottex, Horsphère M2

  - L'Araignée de la succion, huile sur toile[7]
  - L'Envoûtée, huile sur toile[7]
- Giovanna
  - La Crête de l'incendie, performance réalisée lors de l'exposition parisienne La Fureur poétique[8]
- Jane Graverol
  - Hommage au Divin Marquis, huile sur toile et collage de photographies[9]
- Tatsuo Ikeda
  - Série : monde des jouets, dessin[10]
- Radovan Ivsic
  - Le Puits dans la tour, poèmes avec douze pointes sèches de Toyen
- Annie Le Brun
  - Sur le champ, recueil de poèmes, illustrations de Toyen intitulées Débris des rêves[11]
- Ghérasim Luca
  - Apostroph' apocalypse
  - Sisyphe géomètre, poèmes[12]
- Marcel Mariën
  - Le Lendemain de la mort, assemblage[13]
  - Le Trottoir de Tibériade, objet : palme de caoutchouc avec un talon aiguille[14]
  - Ubucycle, assemblage[15]
- André Masson
  - D'un pays natal immémorial, dessin à l'encre de Chine[16]
- Pierre de Massot
  - André Breton, le septembriseur, étude critique[17]
- Joan Miró
  - Jeune fille s'évadant, assemblage : bronze peint, robinet, assiette[18]
  - Le Lézard aux plumes d'or, huile sur toile[19]
- Meret Oppenheim
  - Personnage sous astre rouge, huile sur toile[20]
- Toyen
  - Le Mirage, huile sur toile[21]